# Rechtsethnologie
Die Rechtsethnologie (siehe auch Rechtssoziologie) kann als Wissenschaft betrachtet werden, die sich mit „Werden, Wandel und Gestaltung des Rechtes“ beschäftigt (Thurnwald 1934).
Richard Thurnwald gilt als Begründer der Rechtsethnologie, da er als erster Ethnologe ethnographische Feldforschungen betrieben hat und dabei das Recht als eine „Funktion der Lebensbedingungen und der gesamten Kultur eines Volkes“ gesehen hat. Die Vorläufer, insbesondere Henry Sumner Maine (Ancient Law, 1861), der als Begründer der vergleichenden Rechtswissenschaft gilt, und Johann Jakob Bachofen (Das Mutterrecht, 1861), untersuchten als gelernte Juristen und mit rechtswissenschaftlichen Methoden das Recht anderer Völker.
Da Recht immer Teil kultureller Vorstellungen ist, welche die sozialen, wirtschaftlichen und politischen Institutionen organisieren und legitimieren, muss die Analyse von Recht den kulturellen Kontext berücksichtigen und kann nicht losgelöst von anderen Teilbereichen der Ethnologie behandelt werden. Gleichzeitig weist die Rechtsethnologie Überschneidungen mit ihren Nachbardisziplinen auf, allen voran der Rechtswissenschaft, aber auch der Sozialwissenschaft und der Politikwissenschaft, wobei die Auffassung über theoretische, methodologische und pragmatisch-politische Fragestellungen jedoch variiert.
Als Spezialgebiet der Ethnologie beschäftigt sich die Rechtsethnologie primär mit den Rechten außereuropäischer Gesellschaften, den sogenannten "indigenen" oder "schriftlosen" Gesellschaften, wobei die Grenze zunehmend an Unschärfe gewinnt und Überschneidungen mit den oben genannten Disziplinen zunehmen.
Einen „analytischen Schub“ erlangte die Untersuchung des Rechts mit der Erkenntnis, dass der Staat nicht die einzige Quelle obligatorischer Normen darstellt, sondern mit einer Reihe anderer Legitimationsgrundlagen der Rechtschaffung und der sozialen Kontrolle koexistiert. Diese „Vielheit von Recht“ ist jedoch keineswegs eine Besonderheit ehemaliger Kolonien und Entwicklungsländer, sondern besteht auch in Industriestaaten im Rahmen der Rechte von Ausländern und in Zusammenhang von Regeln und Sanktionsmechanismen innerhalb von Verbänden oder „semi-autonomen Feldern“ (Moore 1978). Rechtspluralismus wurde infolgedessen zu einem Schlüsselbegriff moderner Rechtsuntersuchungen.
Die „Entdeckung des Staates“ führte zudem zu einer Neubewertung der historischen Dimension und verdeutlichte, dass der Staat bei der Erforschung traditionellen Rechts bisher weitgehend übersehen worden ist. Die erforschten Gewohnheitsrechte, die zu weiten Teilen Produkt staatlichen und kolonialen Wirkens sind, können deshalb nicht als „ursprüngliche“, vorkoloniale lokale Rechte gelten, sondern stehen in einer engen Wechselwirkung zu dem Einfluss des Staates.

## Evolutionistische rechtsethnologische Theorie
Die frühe Entwicklungsphase der Rechtsethnologie war dominiert von evolutionistischen Theorien (siehe Evolutionismus) welche versuchten den Zeitpunkt und die Bedingungen der Entstehung von Recht und Gesetz zu bestimmen und spezifischen gesellschaftlichen „Entwicklungsstadien“ zuzuordnen (Roberts 1981). Es wurde versucht eine „Universalgeschichte der menschlichen Kultur von den primitivsten Anfängen“ bis zu ihren modernen Erscheinungsformen zu schreiben. Grundannahme ist ein unilinearer Entwicklungsverlauf von einer niedrigsten („primitiven“) Stufe zu „weiterentwickelten“ Stadien menschlicher Gesellschaft, an deren Spitze die europäische Zivilisation gesetzt wurde. Ideologisch diente die evolutionistische Theorie insbesondere der Legitimierung der Kolonialpolitik, die den Anspruch erhob, ihre Kolonien zu „zivilisieren“. Später dienten die Studien, im Besonderen unter der Maxime des Indirect rule („indirekte Herrschaft“), der Erleichterung der Arbeit der Kolonialbehörden. Viele der frühen Arbeiten entstanden im Auftrag der Kolonialregierungen.
Methodisch orientiert sich diese Annäherung an der Vorstellung, dass sich Recht bei allen Gesellschaften in kodifizierbaren Regeln manifestiere, welche aufgeschrieben und nach einer „kontinentaleuropäischen Rechtssystematik“ geordnet werden könnten (Schott 1983). Es wurde versucht, das Wesen traditioneller Gesellschaften durch die Beschreibung von Idealnormen zu erfassen.
Neben einem deutlichen inhärenten Eurozentrismus bezieht sich die Hauptkritik auf eine mangelnde Berücksichtigung der Rechtswirklichkeit. Denn „tote Regeln“, die von der Gesellschaft nicht beachtet und von der Judikative nicht angewendet werden, treffen keine Aussage über die tatsächlichen rechtlichen Verhältnisse (Pospisil 1971).
Hauptvertreter der evolutionistischen Denkweise sind unter anderem Lewis Henry Morgan (1818–1881), Johann Jakob Bachofen (1815–1887) und Henry Sumner Maine (1822–1888). Maine postuliert Drei Entwicklungsstadien rechtlicher Ordnung, welche von kleinen verwandtschaftlichen Gruppen mit patrilinearem Vorstand (1), der Streitfälle schlichtet ohne nach festen Normen zu urteilen, über den Zusammenschluss größerer, aber immer noch genealogisch geordneter Gruppen (2) zu der höchsten Stufe, der territorialen Gesellschaft (3) führt.
In Deutschland ist die evolutionistische Universalrechtsgeschichte mit Albert H. Post (1839–1895; Einleitung in eine Naturwissenschaft des Rechts, 1872) und Josef Kohler (diverse Artikel in der Zeitschrift für vergleichende Rechtswissenschaft, die er herausgegeben hat) verbunden, welche umfangreiches Material enzyklopädisch zusammentrugen und versuchten, es in einer vergleichenden Rechtswissenschaft zu verarbeiten.
Friedrich Engels wandelte den evolutionistischen Ansatz einer ursprünglich herrschaftslosen Gesellschaft in eine rückwärts gewandte Utopie um, indem er versuchte nachzuweisen, dass Gesellschaften auch ohne Staat, Richter und Gefängnisse auskommen können.

## Funktionalistische rechtsethnologische Ansätze
Revolutionäre Neuerung in der Analyse des Rechts fremder Gesellschaften kommt der Methode der teilnehmenden Beobachtung im Rahmen von Feldforschungen und der Entdeckung des Reziprozitätsprinzips als Grundlage gesellschaftlicher Bindungen sowie dem Rechtsleben von Gesellschaften zu. Die funktionalistische Theorie (Funktionalismus) fragt nach der Bedeutung von Recht für andere gesellschaftliche Teilbereiche und für die Gesamtgesellschaft, sowie der Bedeutung der Gesellschaft für das Recht. Es handelt sich um einen deskriptiven Ansatz, welcher auf das tatsächliche Verhalten abstellt, und die Diskrepanz zwischen Idealverhalten und tatsächlichem Verhalten in den Mittelpunkt stellt. In der Auseinandersetzung mit dem Recht werden traditionelle Elemente betont. Recht wird dazu in Institutionen, später in Teilsysteme zerlegt, um Funktionen und Wechselbeziehungen der einzelnen Institutionen zu ergründen. Da kulturelle Unterschiede in jüngerer Zeit auch als Legitimation rechtlicher Unterschiedlichkeiten und Ungleichheiten sowie zur politischen Mobilisierung „kollektiver Identität“ verwendet werden, erhält die ehemals unpolitische Ausrichtung dieser deskriptiven Methode eine zunehmend politische Dimension.

## Die Streitfallmethode in der Rechtsethnologie
Die Analyse der Streitschlichtungsprozesse (Streitfallmethode) wendet sich gleichfalls von der Untersuchung der Struktur des Rechts und abstrakter normativer Regeln ab. Stattdessen werden in Anlehnung an das angelsächsische case law (siehe auch Common Law) Rechtsfälle, und die in diesem Zusammenhang angewendeten Regeln, methodologisch in den Vordergrund der Rechtsethnologie gerückt (Llewellyn/Hoebel 1941). Max Gluckman konzentriert sich auf die Argumentation im Streitschlichtungsprozess und stellt bei der Untersuchung von Gerichtsfällen der Lozi fest, dass die Grundannahmen aufgrund des sozialen Umfelds andere als im europäischen Kontext, die Logik in der rechtlichen Argumentation und ihre Probleme jedoch die gleichen seien (Gluckmann 1955).
Recht wird als rationale Antwort auf soziale Probleme gesehen (problem solver) und als Instrument zur Konfliktminimierung verwendet (Moore 2001). Die wesentliche Kritik an der Streitschlichtungsmethode bezieht sich auf zwei Hauptargumente. Zum einen kann die Streitschlichtungsmethode nur in offiziellen Verfahren verhandelte Fälle erfassen, wobei inoffizielle Konfliktlösungen vernachlässigt werden (welche möglicherweise sogar den Streitschlichtungsprozess dominieren). Zweitens besteht die Gefahr einen gerichtlichen Einzelfall als Regel zu generalisieren, und so zu Fehlinterpretationen zu kommen.

## Aktuelle Entwicklungen
Die Globalisierung wirkt sich auch auf den Forschungsgegenstand der Rechtsethnologen auf.
Aktuelle rechtswissenschaftliche Untersuchungen beschäftigen sich so mit der
- universellen Gültigkeit der Menschenrechte;
- Rechte über natürliche Ressourcen und Ressourcenschutz;
- die Rechte von (ethnischen) Minderheiten und „indigener“ Kulturen in Nationalstaaten;
- dem Asylrecht;
- mit internationalen Rechten der WTO (World Trade Organization), ILO (International Labour Organization);
- den Auswirkungen des Rechtspluralismus auf Rechtssicherheit und Legitimationsquelle des Rechts.

Weitere Beispiele für Forschungsfelder
- Landrechts- und Bewässerungsverteilungssystem in Ackerbaukulturen
- Herrschafts- und Demokratiesysteme indigener Völker
- orale Überlieferung von Rechtstraditionen bei schriftlosen Völkern